# Kleiner König Kalle Wirsch
Kleiner König Kalle Wirsch ist ein Kinderbuch der deutschen Kinder- und Jugendbuchautorin Tilde Michels aus dem Jahr 1969.
Die Geschichte wurde als Marionettenspiel der Augsburger Puppenkiste in vier Folgen vom Hessischen Rundfunk verfilmt und erstmals am 8., 15., 22. und 29. November 1970 von der ARD ausgestrahlt. Ein gekürzter Soundtrack, der zusätzlich mit einem Erzähler (Manfred Jenning, der auch Regisseur der Fernsehbearbeitung war) versehen wurde, erschien auf Langspielplatte.

## Handlung
Kalle Wirsch herrscht als König der Erdmännchen über die fünf Völker der Wirsche (blond), Wolde (blauhaarig), Gilche (zwei kleine Zöpfe), Trumpe (grün- oder schwarzhaarig) und Murke (roter Zopf). Zoppo Trump, der Anführer der Trumpe, will ihm den Thron streitig machen und fordert ihn zum Zweikampf, da nach Erdmännchenrecht dem Sieger die Königswürde zusteht. Der Kampf soll in der Wiwogitrumu-Burg am nächsten Vollmond stattfinden.
Um kampflos die Königswürde verliehen zu bekommen, versucht Zoppo, Kalle durch verschiedene Fallen daran zu hindern, den Kampfplatz zu erreichen. Die Pläne stammen dabei von der Ratte, der Zoppo ein Ministeramt in Aussicht gestellt hat, und sie werden ausgeführt von den tollpatschigen Trumpen Querro und Quarro und der Spinne. Dazu singen die Verschwörer das Lied:
Wir legen eine Falle / das wird das Beste sein
denn dieser kleine Kalle / fällt ganz bestimmt hinein
und ist er drin dann lassen wir ihn niemals wieder raus
der Kalle hockt in der Falle / wie eine arme Maus.
Zoppos Verschwörer entführen Kalle zunächst an die Erdoberfläche, wo er in einem Gartenzwerg eingebacken wird, sich aber dank der Menschenkinder Jenny und Max befreien kann. Diese werden von Kalle mit Hilfe einer Wurzel namens Raxel geschrumpft, damit sie ihn in das Innere der Erde begleiten können. Auf der Reise zur Erdmännchenfestung entgeht Kalle noch weiteren Fallen und Hindernissen und muss sogar den Drachen Murrumesch besiegen, bevor er im Bauch eines Feuerwurms die Festung erreicht. Hier findet zu Zoppos Entsetzen der Kampf statt. Dieser besteht aus drei Wettbewerben und wird von Kalle trotz verletzter Hand 2:1 gewonnen.

## Die Figuren
- König Kalle Wirsch, König der Erdmännchen
- Jenny und Max, zwei Menschenkinder, die Kalle Wirsch ins Innere der Erde begleiten
- Tutulla, eine mit Kalle befreundete Fledermaus, spricht mit Schweizer Akzent und dient als Erzählerin
- Zoppo Trump, genannt „der Starke“, Anführer der Trumpe und Herausforderer Kalles
- Quarro und Querro, zwei starke, aber ungeschickte Untergebene Zoppos (nur in der Marionetten-Version).
- Die Ratte, Ratgeberin und Mitverschwörerin Zoppos
- Die Spinne, Mitverschwörerin Zoppos (nur in der Marionetten-Version)
- Kohlen-Juke, Kohlenarbeiter mit einer Faszination für die Menschenwelt
- Otto, ein Igel, der immer an der Erdoberfläche die Folgen unterirdischer Geschehnisse beobachtet und gemeinsam mit dem Kohlen-Juke kommentiert (nur in der Marionetten-Version)
- Blinder Fährmann, befördert die Erdmännchen auf ihrem Weg zur Festung über einen See. Er wird von Zoppo bestochen und versucht Kalle Wirsch in der Mitte des Sees zu ertränken. Der blinde Fährmann ist angelehnt an Charon, den Fährmann der Unterwelt in der griechischen Mythologie.
- Murrumesch, ein mit den Erdmännchen verfeindeter Drache, der Kalle vor tausend Jahren den tödlichen Uranstein abgenommen hat.

Sprecher der Augsburger Puppenkiste
| Rolle              | Stimme                  |
| ------------------ | ----------------------- |
| König Kalle Wirsch | Herbert Meyer           |
| Fledermaus Tutula  | Margot Schellemann      |
| Jenny              | Gerlind Ohst            |
| Max                | Christel Peschke        |
| Igel Otto          | Max Bößl                |
| Zoppo Trump        | Sepp Wäsche             |
| Ratte              | Ulf-Jürgen Wagner       |
| Querro Trump       | Ernst Ammann            |
| Quarro Trump       | Hanns-Joachim Marschall |
| Spinne             | Margot Schellemann      |
| Töpfermeister      | Walter Oehmichen        |
| Kohlenjuke         | Manfred Jenning         |
| Blinder Fährmann   | Walter Oehmichen        |
| Steinerner Wächter | Walter Oehmichen        |
| Drache Murumesch   | Manfred Jenning         |
| Feuerwurm          | Hanns-Joachim Marschall |

## Medien

### Buchausgaben (Auswahl)
- Tilde Michels: Kleiner König Kalle Wirsch. Zeichnungen von Rüdiger Stoye. Hoch, Düsseldorf 1969, DNB 457596597.
- Tilde Michels: Kleiner König Kalle Wirsch. dtv, München 2001, ISBN 3-423-70639-2.
- Tilde Michels: Kleiner König Kalle Wirsch. Süddeutsche Zeitung Bibliothek, München 2006, ISBN 3-866-15135-7.

### Musical
- Christian Gundlach (nach Tilde Michels): Kleiner König Kalle Wirsch. Whale Songs, Hamburg

### Langspielplatte
- Kleiner König Kalle Wirsch. Disneyland Records DQ 9407 (Fernsehbearbeitung)

### CD
- Kleiner König Kalle Wirsch. 3 CDs, Hörbuch gelesen von Wolfgang Völz, Hörcompany, ISBN 3-935-03676-0.
- Kleiner König Kalle Wirsch. 1 CD, Hörbuch gelesen von Bernd Kohlhepp, Bibliographisches Institut, ISBN 3-794-18561-7.

### Video
- Augsburger Puppenkiste: Kleiner König Kalle Wirsch. Teil 1 (2 Folgen), Sony Music Entertainment
- Augsburger Puppenkiste: Kleiner König Kalle Wirsch. Teil 2 (2 Folgen), Sony Music Entertainment

### DVD
- Augsburger Puppenkiste: Kleiner König Kalle Wirsch. Lighthouse Home Entertainment